# Papirus 119
Papirus 119 (według numeracji Gregory-Aland), oznaczany symbolem {\displaystyle {\mathfrak {P}}^{119}} – wczesny grecki rękopis Nowego Testamentu, spisany w formie kodeksu na papirusie. Paleograficznie datowany jest na III wiek. Zawiera fragmenty Ewangelii Jana.

## Opis
Zachował się tylko fragment jednej karty Ewangelii Jana (1,21-28.38-44). Tekst pisany jest jedną kolumną na stronę. Zachowało się 16 linijek tekstu, oryginalna karta miała 40 linijek.

## Historia
Na liście rękopisów znalezionych w Oksyrynchos umieszczony został na pozycji 4803. Tekst rękopisu opublikowany został w 2007 roku. INTF umieścił go na liście rękopisów Nowego Testamentu, w grupie papirusów, dając mu numer 119.
Rękopis datowany jest przez Instytut Badań Tekstu Nowego Testamentu na III wiek.
Obecnie przechowywany jest w Ashmolean Museum (Papyrology Rooms, P. Oxy. 4803) w Oksfordzie.